# 鹿児島市立ふるさと考古歴史館

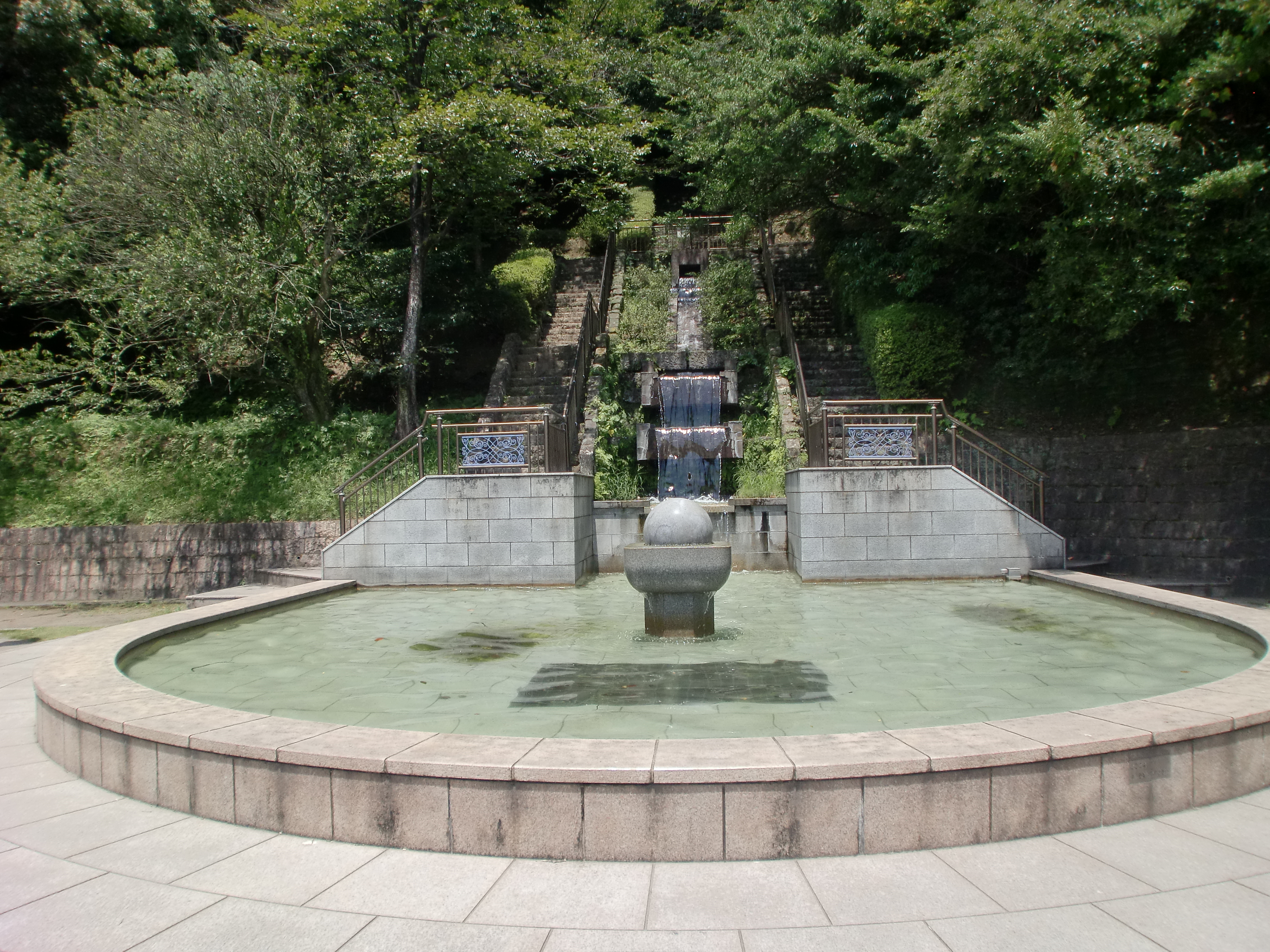
慈眼寺公園のイタリア式水階段と石玉回転噴水

鹿児島市立ふるさと考古歴史館（かごしましりつふるさとこうこれきしかん、英語: Kagoshima City Museum of Archaeology）は鹿児島県鹿児島市下福元町にある鹿児島市立の考古学資料館及び発掘研究施設である。所在地は慈眼寺址（現在は鹿児島市立慈眼寺公園）であり、見学と行楽を同時に行うことが可能。
鹿児島県の考古学調査研究施設としては、鹿児島県霧島市の上野原遺跡に鹿児島県立埋蔵文化財センターがあり、鹿児島市内の遺跡は分担し発掘調査を行っている。

## 沿革
- 1996年　開館。

## 展示

### 常設展示
展示の入り口で、鹿児島で初めて近代的考古学調査を行ったとされる
明治期のスコットランド人N.G.マンローにちなみ、彼を模したロボットが鹿児島の考古学について語る。

#### 2F
エントランス
考古ギャラリー
パネル展示
N.G.マンロー
N.G.マンローが鹿児島の考古学について語る
鹿児島の地層
地層標本展示
原始・古代人の知恵
縄文の夜明け-掃除山の人々-
縄文早期遺跡のジオラマ
草野貝塚と集落
貝塚についてビデオアニメで紹介
誇りと勇気-熊襲・隼人-
隼人の歴史をビデオ紹介
タッチ・ミー
石器や骨角器・土器の破片に触ることの出来る展示
レッツ・チャレンジ
テレビゲーム形式のクイズ展示

#### 1F
先人達の努力
中世の山城
苦辛城の発掘を基にした中世山城の展示
鹿児島城下町めぐり
天保年間の鹿児島城下町絵図を中心に現在地との写真比較など
さぁ、出発！
ビデオライブラリー
発掘記録などのビデオ検索
考古博士コーナー
展示への再確認クイズ

#### 屋外
屋外体験ゾーン
復元縄文住居など

### 作業学習
- 勾玉づくり・土器づくり・古代服など古代の暮らしを体験（要予約・実費）
- 「子ども教室」開催（2 - 3回/月）

## アクセス

### 交通
- JR指宿枕崎線慈眼寺駅から徒歩15分
- 市営バスおよび鹿児島交通慈眼寺団地行き路線慈眼寺公園バス停徒歩15分
- 鹿児島市電谷山電停下車後、あいばす谷山電停発ふるさと考古歴史館前下車または市営バス慈眼寺団地行き路線乗車慈眼寺公園バス停徒歩15分
- 駐車場あり